# Kroonstad
Kronstadt est également nom allemand de la ville de Brașov, mais aussi le nom d'une ville de Russie.
Kroonstad est une ville d'Afrique du Sud située dans le nord-est de la province de l'État libre.
Durant la seconde guerre des Boers, Kroonstad fut pendant quelques mois la capitale de la république boer de l'État libre d'Orange, après la prise de Bloemfontein par les troupes britanniques.

## Étymologie
Littéralement la ville de Kroon (littéralement « couronne »), son nom de baptême rend hommage à Kroon, le cheval d'un des chefs Voortrekkers (Sarel Cilliers ou Adriaan de la Rey), qui s'était noyé dans un cours d'eau de la rivière Vaal.

## Démographie
Selon le recensement de 2011, la ville de Kroonstad comprend 24 723 résidents, principalement issus de la communauté noire (45,40 %). Les blancs et les coloureds représentent respectivement 39,05 % et 13,68 % des résidents. Les habitants de la ville sont à 62,08 % de langue maternelle afrikaans et à 24,95 % de langue maternelle sesotho.
La zone urbaine, comprenant Kroonstad et le township de Maokeng, compte cependant 97 780 résidents (85,2 % de noirs, 10,1 % de blancs) ce qui en fait le deuxième centre urbain de la province.

## Histoire

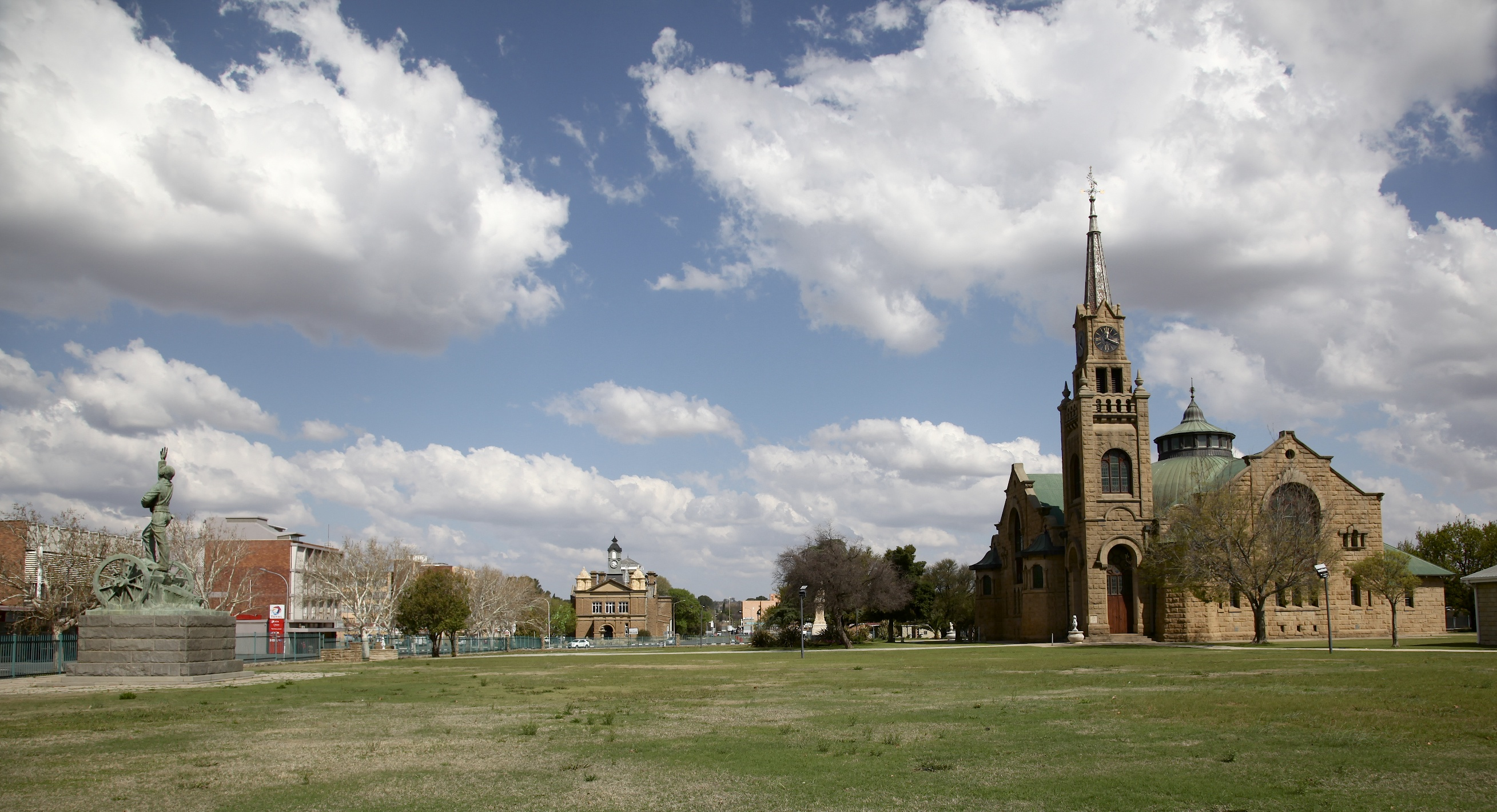
La place de l'église à Kroonstad

Kroonstad fut fondée en 1855, dans la république boer de l'État libre d'Orange,  par Joseph Orpen, un immigré irlandais qui était le magistrat de la ville de Harrismith. 
En 1900, durant la seconde guerre des Boers, Kroonstad fut pendant quelques mois la capitale de l'État libre d'Orange, après la prise de Bloemfontein par les Britanniques. Après la prise de Kroonstad, un camp de concentration britannique fut construit près de la ville pour y interner des milliers de civils boers.

## Politique et administration
Ville très conservatrice durant la période d'apartheid, la région de Kroonstad fut un fief du parti national puis du Parti conservateur. En 1992, lors du référendum sur les négociations constitutionnelles concernant l'établissement d'une démocratie multiraciale, à peine 51 % des habitants de la région de Kroonstad apportèrent leur soutien aux réformes du président Frederik de Klerk.
La municipalité est aujourd'hui gérée par l'ANC.

## Religions
La ville est le siège d'un diocèse catholique établi en 1951.
L'Église réformée a été fondée en 1925.

## Tourisme
- La statue emblématique de la ville de Kroonstad représente le voortrekker Sarel Cilliers prêtant serment à Dieu avant la bataille de Blood River
- L'église réformée de Kroonstad a été inscrite au patrimoine national.
- Autres points d'intérêt : 
  - le Sarel Cilliers museum,
  - l'ancien hôtel de ville,
  - le cimetière militaire de la guerre anglo-boer.

## Photographies

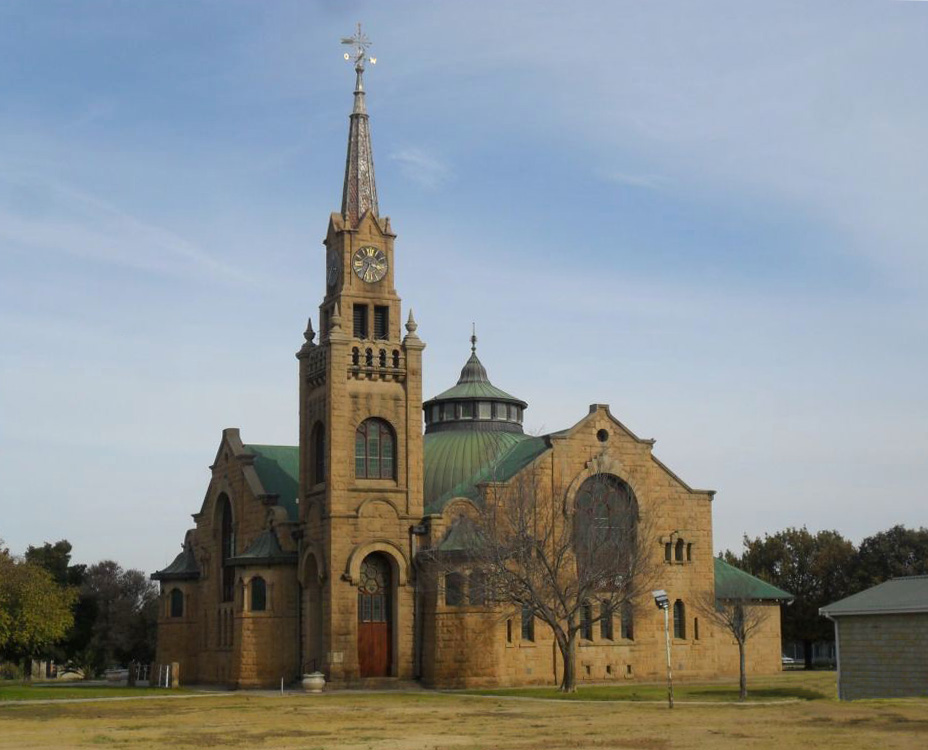
Église réformée néerlandaise sur Church Square à Kroonstad
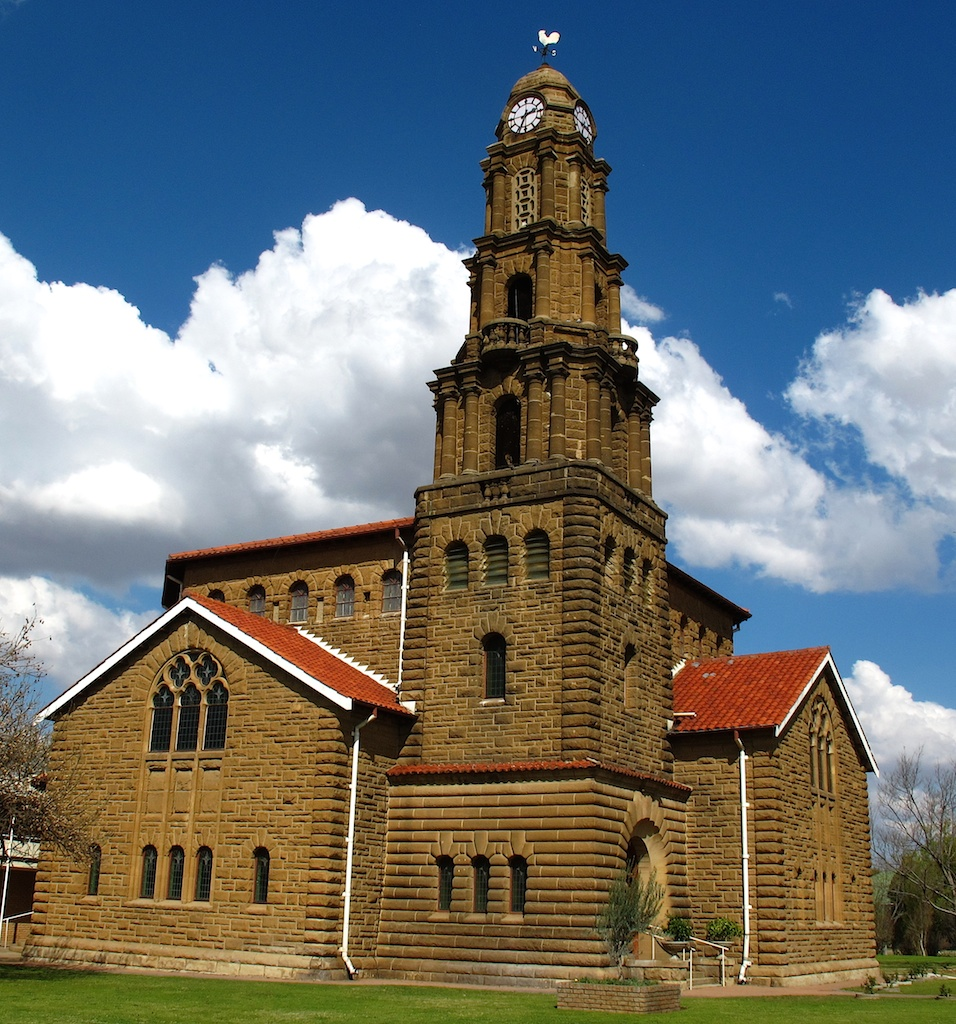
Autre église réformée néerlandaise à l'angle de Reitz, Symond et Malherbe Streets
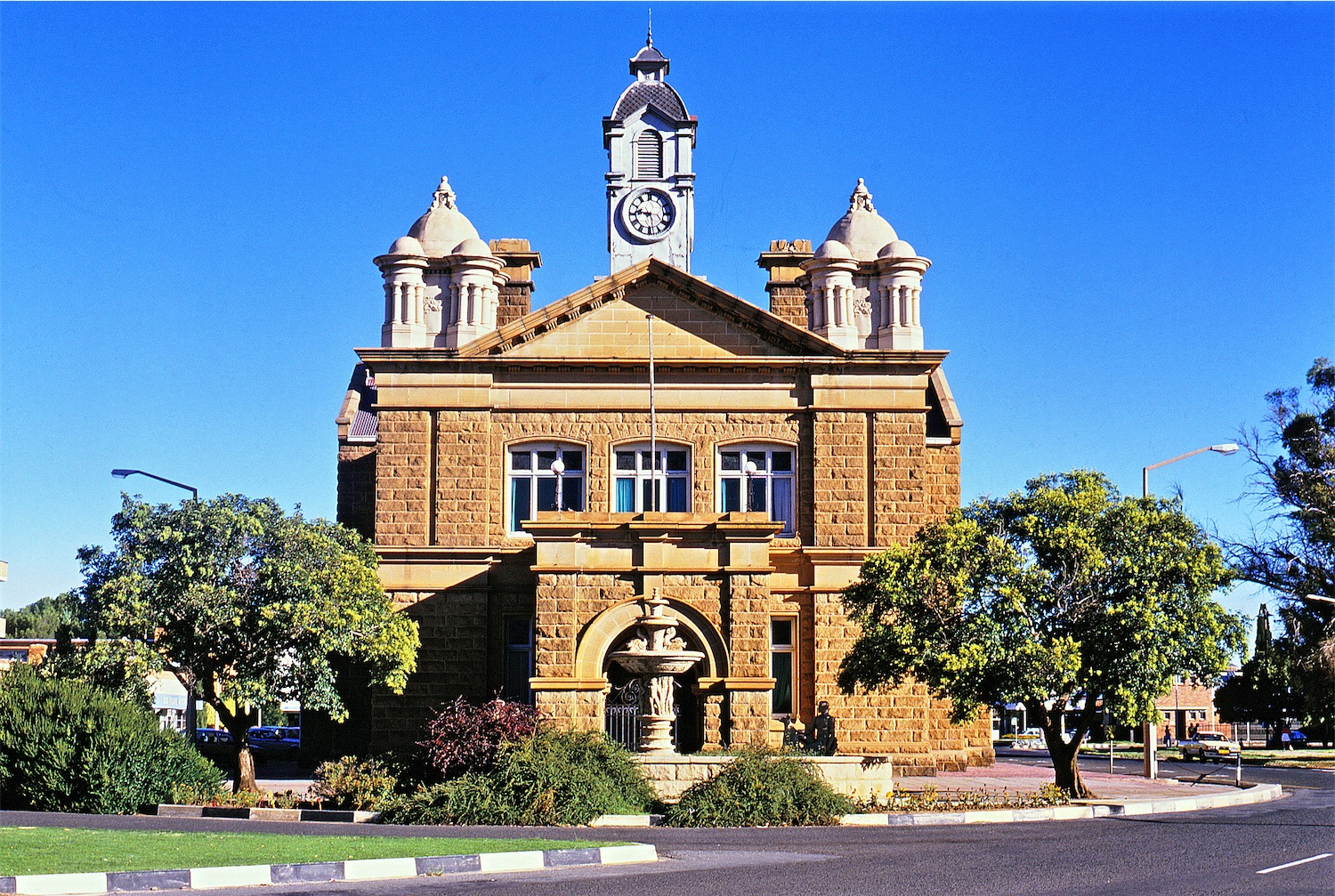
Hôtel de ville (1906-1907)

## Personnalités locales
- Alwyn Schlebusch, député de Kroonstad de 1962 à 1980
- Wynand Breytenbach (1935-2002), militaire, maire de Kroonstad en 1977, député de Kroonstad (1981 -1994), vice-ministre de la Défense (1986-1994) et vice-ministre aux affaires environnementales (1992-1994).
- Palesa Mokubung, styliste sud-africaine.